# Среднобългарски език
Среднобългарският език е книжовен език по времето на Втората българска държава, ползван по българските земи до ХVІІ век, също като книжовен общославянски език на южните и източните славяни, както и като официален в османската султанска канцелария и в княжествата Влахия и Молдова.

## История
Развитието на българския книжовен език обхваща приблизително целия период на Втората българска държава – от възстановяването на българската държава до падането ѝ под османска власт (XII – XV век).
Среднобългарският език добива значение на общ книжовен общославянски език (предимно на южните и източните славяни). Той е също сред официалните езици в султанската канцелария на Османската империя до края на XVI век, макар езикът да е наричан славянски; султан Селим II го владее и ползва.
В периода от XVI до XIX век въз основа на среднобългарския (видно от дамаскините) се оформя постепенно и говоримо т.нар. новобългарски език.
Забележителни паметници на нецърковния среднобългарски и прехода му към новобългарски са многобройните влахо-български грамоти от времето на последните царе преди падането под османска власт до началото на Възраждането, съставяни от войводите на Влашко и Молдова от ХІV до ХVІІ век, писани на кирилица – на официалния в княжествата български език.

## Особености
В среднобългарския език се наблюдава засилена употреба на предлози при някои падежи – родителния, дателния и творителния. Има случаи, когато при приглаголния и частичния родителен падеж се появява предлогът „от“. Не са малко случаите, когато дателният падеж се замества от разнообразни предложни конструкции.